# Analiza CVP
Analiza CVP, analiza koszt-wolumen-zysk (ang. cost-volume-profit analysis) – narzędzie rachunkowości zarządczej ułatwiające podejmowanie decyzji dotyczących m.in.:
- Jaka ilość produktów (towarów, usług) powinna być wytworzona i sprzedana aby założony zysk operacyjny został spełniony?
- Jaka część przychodu będzie pokrywać koszty stałe?
- Ile należy sprzedawać, aby podmiot nie generował strat?
- Jak kształtuje się rentowność sprzedawanych usług, produktów, towarów?

## Podstawowe założenia
- Analiza koszt-wolumen-zysk zakłada liniowy związek między badanymi wielkościami kosztów stałych, zmiennych jednostkowych, ceny i ilości sprzedaży. Koszty zmienne całkowite i przychód ze sprzedaży są wprost proporcjonalnie zależne od wolumenu sprzedaży. Przyjmuje się, że ceny jednostkowe i koszty zmienne jednostkowe są stałe w badanym okresie. Koszty stałe stanowią wielkość niezmienną w badanym przedziale istotności. Analiza CVP pomija zagadnienie zmiany wartości pieniądza w czasie.
- Analiza CVP przyjmuje poza tym jednoznaczny podział kosztów na stałe i zmienne. Podział ten dotyczy jedynie kosztów operacyjnych, gdyż sama analiza ogranicza się do operacyjnej sfery działania podmiotu gospodarczego.
- Analiza CVP stosowana jest zazwyczaj w odniesieniu do produkcji jednorodnej, co upraszcza znacznie określenie nośnika kosztów, którym w takim wypadku staje się rozmiar produkcji. Jednak w przypadkach produkcji mieszanej niezbędne jest określenie kombinacji produktów, tzw. sales mix. Sales mix powinien być rozpoznawalny przez kadrę zarządzającą i w badanym okresie uznany za stały.
- Zakładany jest brak zapasów towarów (usług, produktów) lub ich określona, stała w istotnym przedziale czasu, wysokość.

## Składowe modelu
Podstawowymi wielkościami występującymi w analizie CVP są:
Koszt całkowity (Total Costs, TC)
{\displaystyle TC=VC+FC}
Koszty całkowite są sumą całkowitych kosztów zmiennych i kosztów stałych.
Koszt zmienny (Variable Costs, VC)
{\displaystyle VC=uvc\cdot u}
Całkowite koszty zmienne otrzymuje się przez przemnożenie jednostek przez zmienny koszt jednostkowy. Jednostkowy koszt zmienny jest stałą, o którą wzrastają całkowite koszty zmienne wraz ze wzrostem produkcji.
Koszt zmienny jednostkowy (unit variable cost, uvs)
{\displaystyle usp=VC/u}
Koszt stały (Fixed Costs, FC)
Koszty stałe są stałe w przyjętym do analizy okresie lub przedziale istotności. Jako takie, koszty stałe mogą się zmieniać w przyjętych progach wielkości produkcji – skokowo. Dla uproszczenia analizy przyjmuje się jednak, że są niezmienne.
Marża kontrybucyjna, marża brutto I (contribution, CM)
{\displaystyle CM=TR-VC\;{}} lub {\displaystyle {}\;CM=FC+OI,}
gdzie {\displaystyle OI} – zysk operacyjny.
Marża kontrybucyjna jest liniowo zależna od wielkości sprzedaży oraz wysokości kosztów zmiennych. Marża kontrybucyjna przeznaczana jest na pokrycie kosztów stałych i – w razie kiedy jest wyższa niż koszty stałe – na wypracowanie zysku. Na potrzeby podmiotu możliwe jest także określenie jednostkowej marży kontrybucyjnej która jest różnicą pomiędzy jednostkową ceną sprzedaży a jednostkowym kosztem zmiennym. Kolejną modyfikacją jest określenie stopy marży kontrybucyjnej – udział marży w przychodach ze sprzedaży – dostarcza to informacji jaka część przychodów ze sprzedaży jest przeznaczana na pokrycie kosztów stałych i wypracowanie zysku. Z pojęciem marży kontrybucyjnej wiąże się tzw. paradoks marży kontrybucyjnej, który przejawia się tym, iż samo istnienie dodatniej marży kontrybucyjnej nie przekłada się liniowo na osiągnięcie zysku operacyjnego. Z marży tej pokrywane są przede wszystkim koszty stałe, dopiero potem można mówić o wypracowanym zysku. Jeżeli marża kontrybucyjna, pomimo iż jest dodania, jest mniejsza od kosztów stałych, jednostka nie osiągnie dodatniego wyniku operacyjnego. Fakt ten zwraca uwagę na to, że cena jednostkowa produktu powinna być ustalana nie tylko w oparciu o koszty zmienne jednostkowe, ale także o planowany wolumen sprzedaży i koszty stałe, jakie ponosi podmiot gospodarczy.
Przychody ze sprzedaży (total revenue, TR)
{\displaystyle TR=u\cdot usp}
Wyrażane przez ilość produktów sprzedanych pomnożoną przez cenę jednostkową sprzedaży
Cena jednostkowa (unit sales price, usp), czyli cena po jakiej sprzedawana jest jednostka wyrobu.
Próg rentowności (breakeven point, określa wielkość sprzedaży w sztukach lub jej wartość), dla jakiej następuje zrównanie się przychodów osiąganych ze sprzedaży usług (produktów, towarów etc.) i kosztów całkowitych. Próg rentowności, lub inaczej – punkt krytyczny, dostarcza zatem podstawowych informacji dotyczących minimalnej wielkości sprzedaży.
Próg rentowności może być wyliczony:
{\displaystyle BEP=FC/(usp-uvc)}
Wyznaczając próg rentowności wartościowy, należy przemnożyć wynik w sztukach uzyskany z powyższego wzoru przez cenę jednostkową sprzedaży:
{\displaystyle BEP=[FV/(usp-uvc)]\cdot usp}
Margines bezpieczeństwa to ilościowa nadwyżka (w sztukach) wielkości sprzedaży, jaką jednostka osiąga, wypracowując dany zysk nad ilościowym progiem rentowności.
Wyrażany opisowym wzorem:
{\displaystyle MB} = wolumen sprzedaży dla zakładanego zysku – ilościowy próg rentowności
Margines bezpieczeństwa może być wyrażony także wartościowo, określany jest wtedy marżą bezpieczeństwa i wyliczany ze wzoru:
marża bezpieczeństwa = przychód dla zakładanego zysku – wartościowy próg rentowności.

## CVP w produkcji wieloasortymentowej
Zastosowanie analizy koszt-wolumen-zysk do produkcji wieloasortymentowej jest możliwe tylko pod warunkiem posiadania dokładnych informacji o strukturze sprzedaży wyrobów która jest określona w sposób trwały w badanym okresie.
Do przeprowadzenia analizy potrzebna jest średnioważona marża kontrybucyjna (Weighted Average Cotribution Margin). Wagami poszczególnych produktów (usług, towarów etc.) jest ich procentowy udział w określonym z góry sales mix. Średnioważona marża kontrybucyjna wyraża się zatem wzorem:
{\displaystyle WACM=\sum \limits _{i=1}^{n}(ucm\cdot s\%)}
Dzięki wyznaczeniu wielkości średnioważonej marży kontrybucyjnej możliwe jest także określenie innych składowych modelu CVP, takich jak ilościowy próg rentowności. W ten sposób wyliczona zostanie ogólna wielkość wolumenu produkcji dla wszystkich produktów objętych analizą danego sales mix. Ilościowy próg rentowności nie określa jednak samej struktury sprzedaży. Aby wyznaczyć odpowiednią strukturę ilościową sprzedaży należy przemnożyć otrzymany ilościowy próg rentowności przez procentowe udziały poszczególnych towarów (produktów, usług) w sales mix.

## Ograniczenia modelu analizy koszt-wolumen-zysk
- Liniowy związek między wielkościami kosztów-wolumenu produkcji i zysku. Analiza CVP prezentuje zależności między przychodem, kosztami a wielkością sprzedaży w dużym uproszczeniu, z góry zakładając liniowe powiązanie wyżej wymienionych wartości. Nie zawsze tak jednak jest. Problem stanowi nie tylko zakładany liniowy związek między poszczególnymi wielkościami, ale także jego jednoznaczne zidentyfikowanie i określenie. Przyjęte założenie może w dużym stopniu zniekształcić niektóre wielkości.
- Identyfikacja i podział na koszty zmienne i stałe. Kłopotliwy może być także jednoznaczny podział kosztów na zmienne i stałe. Nie wszystkie koszty są jednoznacznie zmienne lub stałe, niektóre mają charakter mieszany i nie zawsze możliwe jest rozbicie ich na część stałą i zmienną.
- Stały poziom zapasów (lub ich brak). Jest to bardzo trudne do spełnienia i mało realistyczne założenie przyjmowane do uproszczenia analizy. W rzeczywistości gospodarczej jednak bardzo rzadko spotykane.
- Mała elastyczność modelu. Istnieją pewne narzędzia, tak jak wspomniany margines (marża) bezpieczeństwa, które w pewnym stopniu zwiększają elastyczność modelu. CVP to analiza statyczna, nieprzewidująca zmian wielkości w ramach analizowanego okresu.
- Krótki horyzont czasowy. Pomiędzy analizowanymi wielkościami a szczególnie kosztami, rzadko występuje doskonała zgodność czasowa. Szczególnie uwydatnia się to w dłuższych okresach. Dlatego też analiza koszt-wolumen-zysk ma krótki lub bardzo krótki horyzont czasowy. Wiąże się o także z niewielką elastycznością modelu.